# Flora de Sierra Nevada

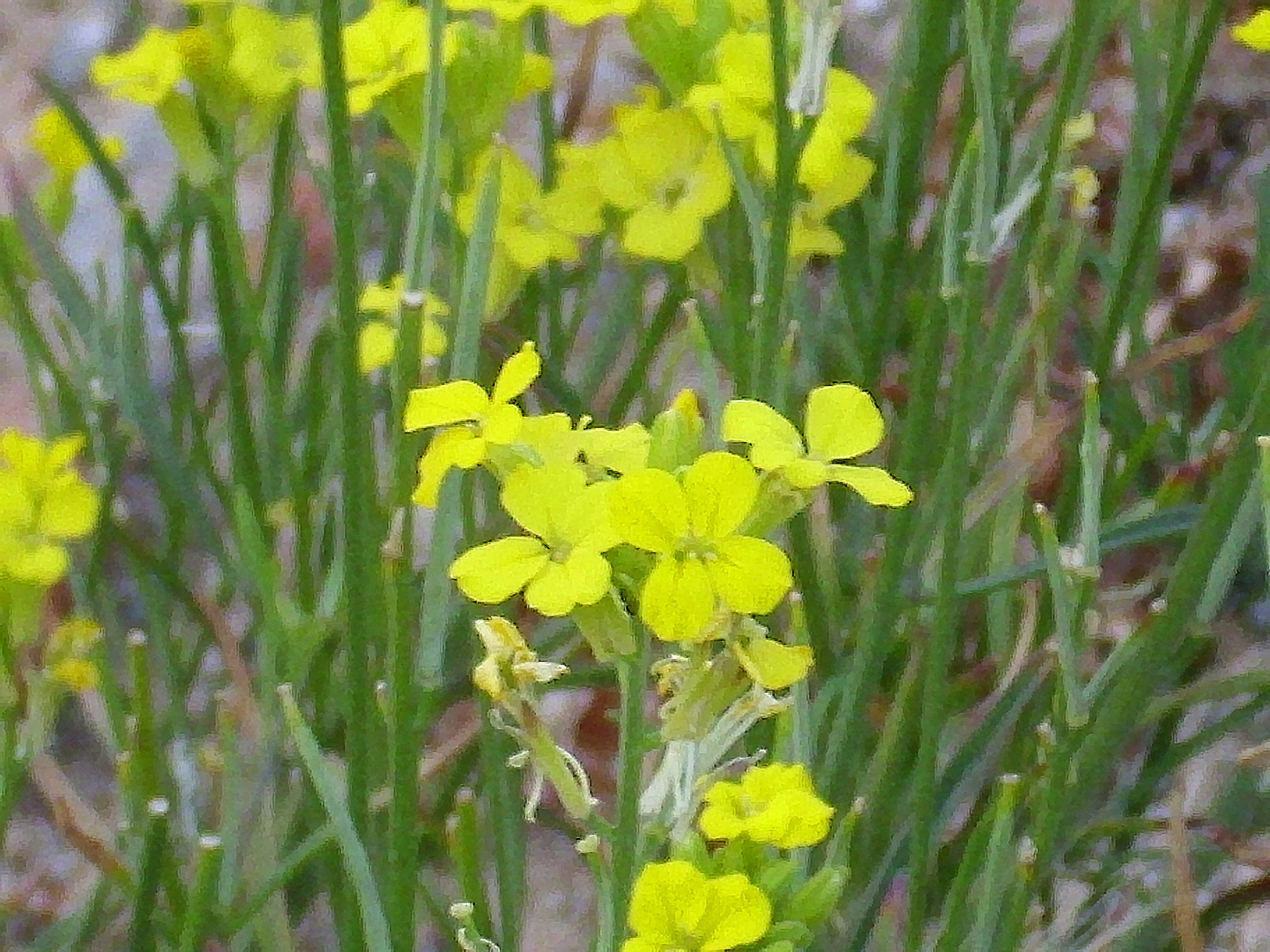
Erysimum nevadensis, Sierra Nevada, España.

La flora de Sierra Nevada se puede calificar de rica y variada, pues tras el final de la última glaciación, la peculiar situación de Sierra Nevada permitió que ésta se convirtiese en refugio de innumerable cantidad de endemismos y especies impropias de latitudes medias. Se conocen, según fuentes del Ministerio de Medio Ambiente de España, 71 especies vegetales vasculares endémicas, lo cual representa la mayor biodiversidad de toda la península ibérica y una de las mayores de Europa. En total el número de plantas superiores es de alrededor de 2353, lo que representa la cuarta parte de todas las especies conocidas en España y la quinta parte de Europa. ^^&&
El Jardín Botánico de la Cortijuela, situado en el km 27 de la carretera de Sierra Nevada a unos 1900 metros de altitud, tiene como funciones la protección, conservación, divulgación e investigación de la flora de Sierra Nevada, especialmente las de sus casi 100 especies vulnerables, amenazadas o en peligro crítico.

## Causas de la diversidad biológica de Sierra Nevada
Las causas del insólito número de especies endémicas presentes en el macizo comenzó con el fin de la Era Terciaria, hace ahora casi dos millones de años.
El clima de toda Europa sufrió un progresivo enfriamiento que permitió a especies vegetales de latitudes septentrionales y árticas avanzar progresivamente hacia el sur de Europa y ocupar gran parte del interior y zonas altas de la península ibérica. El fin de la Glaciación de Würm y la llegada del período Holoceno marcó el comienzo de un progresivo aumento de temperaturas, y estas especies adaptadas a climas fríos encontraron refugio en las alturas de Sierra Nevada, adaptándose progresivamente a las características propias del clima de la zona, como su sequía estival. Así, muchas especies han desarrollado características propias o incluso se han ido desarrollando de forma independiente a causa de su aislamiento, contándose por ello un número mayor de endemismos en el macizo que los existentes en países como Bélgica, Alemania, Austria, Gran Bretaña, Suecia, Dinamarca, República Checa, Eslovaquia y Polonia en conjunto.

## Endemismos

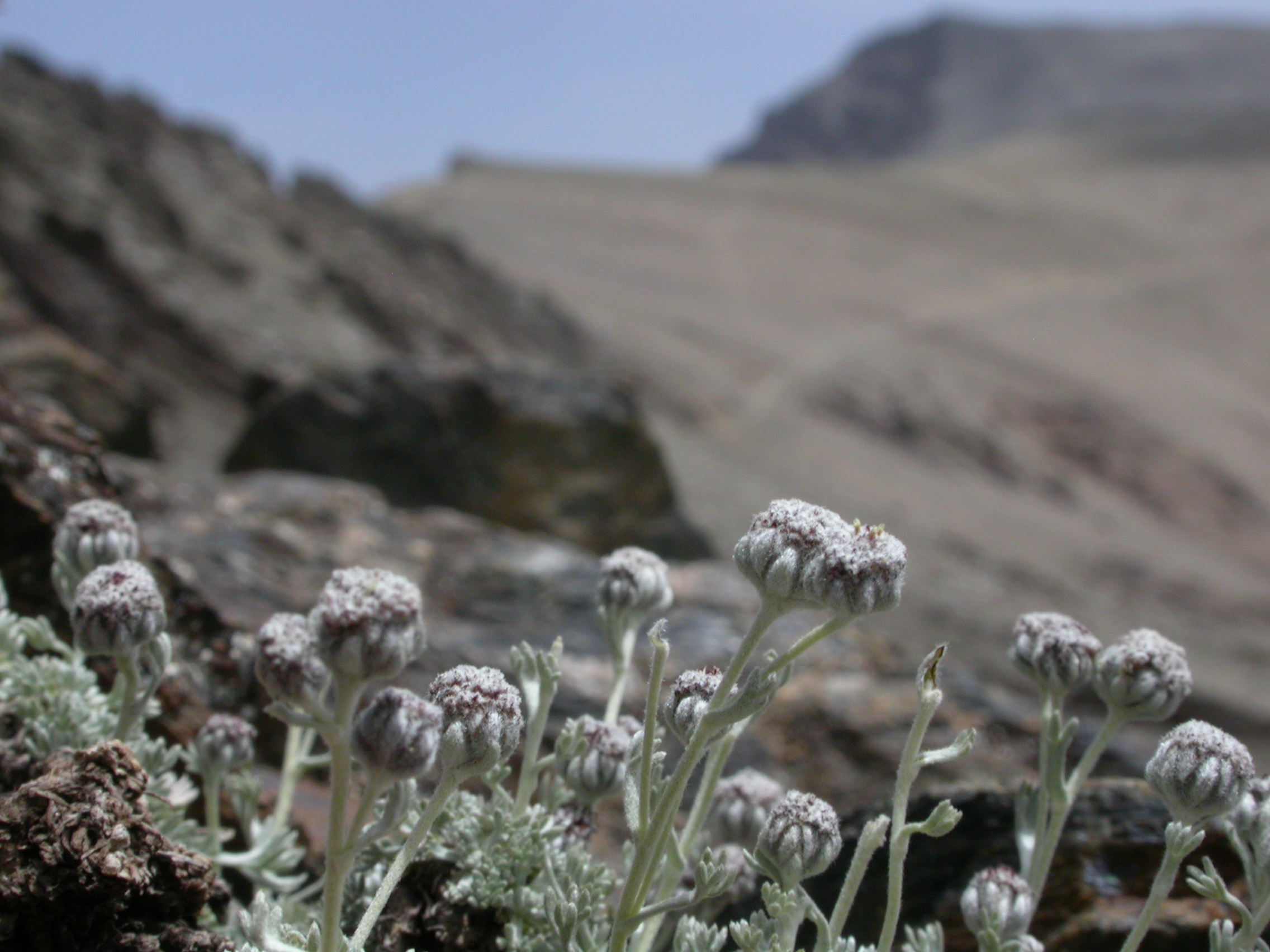
Manzanilla real de Sierra Nevada (Artemisia granatensis)

Ejemplos de endemismos serían: la manzanilla real (Artemisia granatensis), narciso de Sierra Nevada (Narcissus nevadensis) o la estrella de las nieves (Plantago nivalis), siendo esta última uno de los grandes símbolos del macizo, equivalente al Edelweiss de los Pirineos o los Alpes. Además, en Sierra Nevada también hay presentes especies que son endémicas del Sistema Bético o están presentes en la cordillera del Atlas marroquí.

## Pisos bioclimáticos

### Vegetación de zonas bajas (piso termomediterráneo)
Por debajo de los 700 u 800 metros de altitud, únicamente en la cara sur del macizo, se desarrolla el llamado piso termomediterráneo. Pocas partes de esta franja de territorios no han sido cultivados, pero los estudios afirman que a esta zona correspondería un encinar combinado con un matorral de lentisco (Pistacia lentiscus), enebros, candiles (Aristolochia baetica), zarzaparrilla (Smilax aspera). También aparecen romerales (Rosmarinus offinalis), aulagares (Ulex parviflorus) y jarales (Cistus).

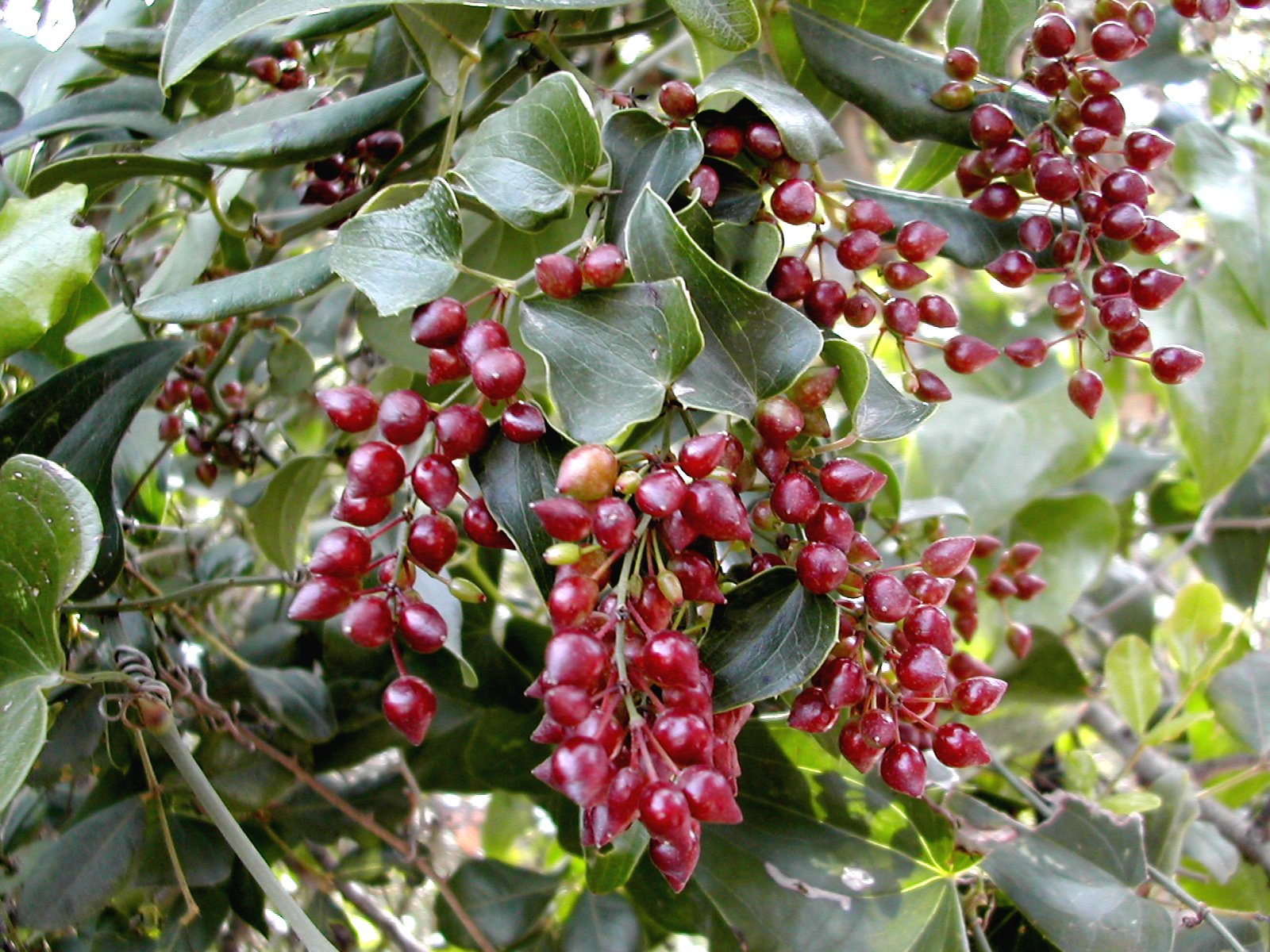
Zarzaparrilla. Smilax aspera

### Vegetación de baja montaña (pisomesomediterráneo)
En esta franja de alturas, entre los 800 y los 1300 metros aproximadamente, son frecuentes el lentisco (Pistacia lentiscus), acebuche y zarzaparrilla (Smilax aspera). El encinar sobre suelos silíceos es pobre en especies; junto a la encina, enebros, torvisco y madreselva (Lonicera etrusca).

### Vegetación de media montaña (pisosupramediterráneo)

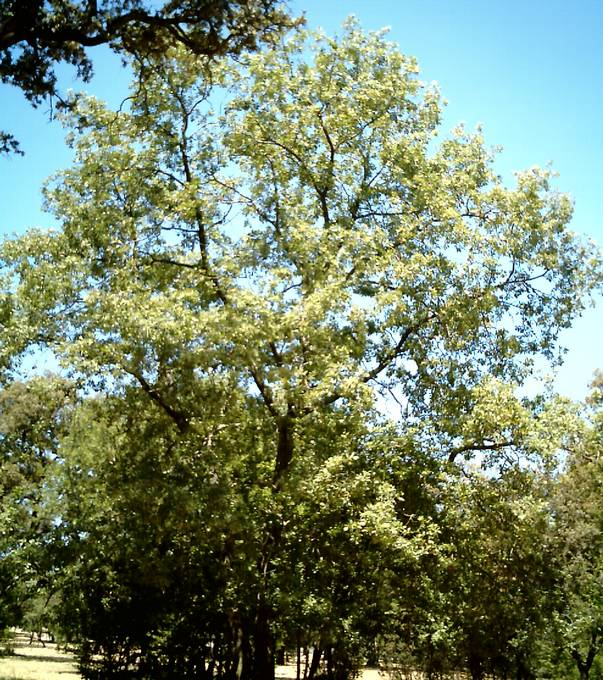
Roble melojo. Quercus pyrenaica.

Hasta los 1900 metros aproximadamente se desarrolla el piso supramediterráneo, siendo las especies predominantes el melojo, y en menor medida, el quejigo y el arce; estas tres especies se desarrollan en formaciones boscosas. Más frecuentes son los encinares, que se sitúan generalmente entre los 1.300 y los 1.750 m. Tienden a desarrollarse tanto sobre suelos carbonatados como sobre rocas ácidas. Los encinares son dominados por la encina y, según el tipo de suelo y la altitud, arbustos como enebros (Juniperus oxycedrus), agracejo (Berberis hispanica), torvisco (Daphne gnidium), rusco (Ruscus aculeatus) y majuelo (Crataegus monogyna) sobre suelos básicos.

### Vegetación de alta montaña (pisooromediterráneo)
A partir de los 1900 metros, hasta los 2.800 metros, se desarrolla el piso oromediterráneo. Es a partir de esta franja de alturas donde aparecen la mayoría de las especies que convierten a Sierra Nevada en un paraíso botánico. 
En este piso bioclimático se desarrollan pinares y sabinares. La vegetación está formada por especies de porte arbóreo y arbustivo Pino silvestre (Pinus sylvestris), sabina rastrera (Juniperus sabina. Juniperus communis subsp. hemisphaerica, Prunus ramburii) y un matorral pulvinular (Vella spinosa, Erinacea anthyllis, Bupleurum spinosum).

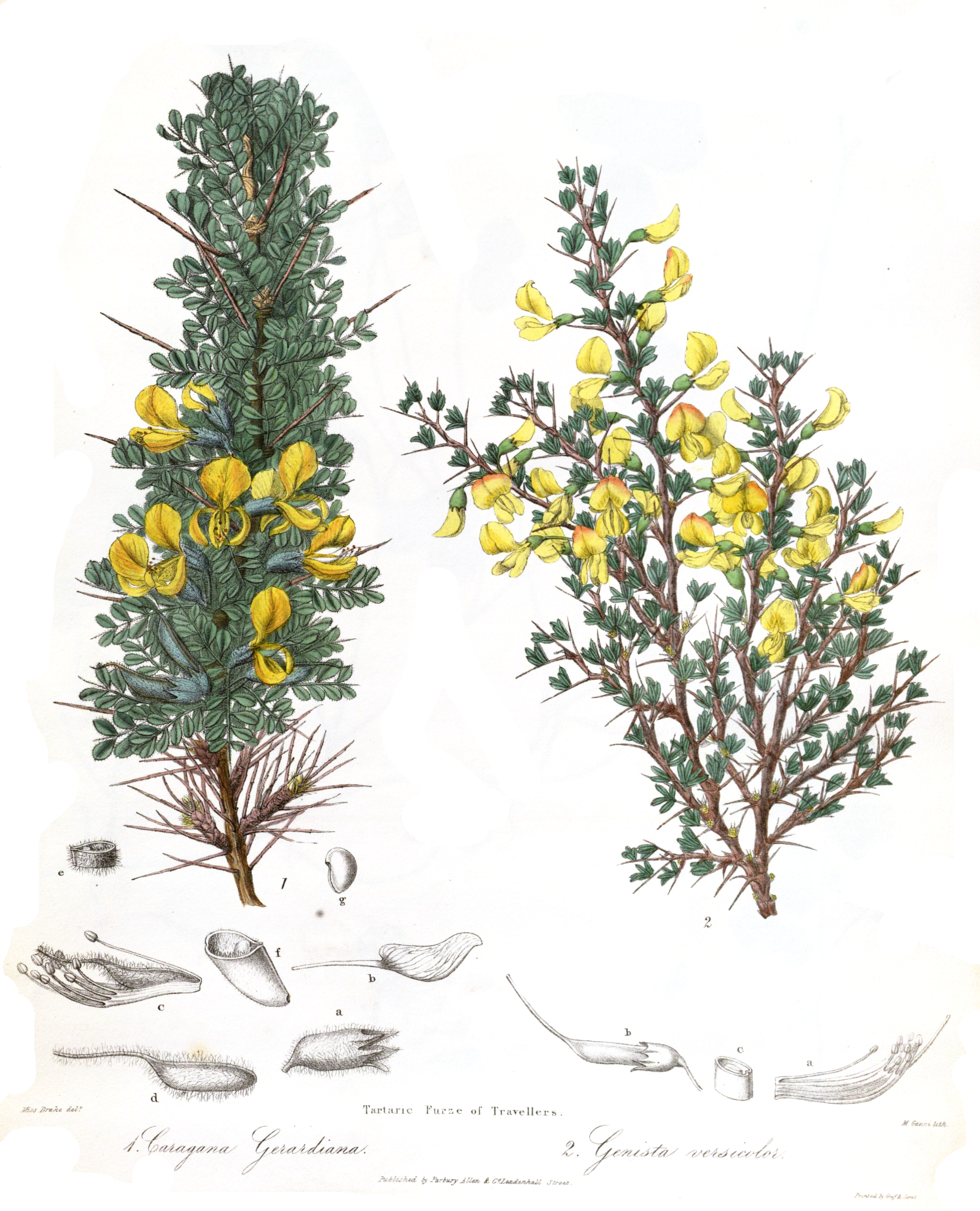
Caragana gerardiana, Genista versicolor

Sobre suelos más evolucionados aparecen enebrales y piornales, formando comunidades ricas en caméfitos fruticosos y hemicriptófitos (Arenaria imbricata, Festuca indigesta). También abunda la flora endémica: Genista versicolor, Arenaria pungens, Potentilla nevadensis.
En áreas calcáreas a mayor altitud (cabecera del río Dúrcal, Dornajo), y por la escasez de suelo, se desarrolla un espinal con sabinas y enebros, mezclado con un tomillar almohadillado, apareciendo especies como son Sideritis carbonellis y Astragalus granatesis.

### Vegetación de las cumbres (pisocrioromediterráneo)
Se desarrolla a partir de los 2.800 o 2.900 m. Las condiciones climáticas de fuerte insolación, temperaturas extremas, fuertes vientos, la sequía estival propia de las latitudes mediterráneas y la presencia de nieve más de 8 meses al año impiden el desarrollo de especies leñosas. En este entorno se desarrollan los borreguiles (nombre que reciben en Granada los pastizales nevadenses de alta montaña o pastizales de montaña). Este tipo de vegetación (que también en parte se desarrolla en los estadios altos del piso oromediterráneo) presenta ciertas similitudes con la tundra ártica, y un elevadísimo número de endemismos.

### Vegetación Riparia
La degradación de la vegetación riparia (de río) en Sierra Nevada es muy notable, siendo bastante difícil encontrar bosques de ribera en un razonable estado de conservación hoy en día. En áreas de rocas carbonatadas (calizas, por ejemplo), la vegetación de río está formada principalmente por olmedas (Ulmus minor), choperas (Populus alba) y saucedas (Salix spp.). Sobre suelos ácidos se instalan alisedas (Alnus glutinosa), saucedas (Salix atrocinerea) y fresnedas (Fraxinus angustifolia).